# Charles-Maurice de Talleyrand-Périgord
Charles-Maurice de Talleyrand-Périgord (n. 2 februarie 1754, Paris, Regatul Franței – d. 17 mai 1839, Paris, Monarhia din Iulie), binecunoscut ca Talleyrand, a fost un politician și diplomat francez.
Provenit dintr-o familie catolică din înalta nobilime, s-a orientat spre cariera ecleziastică, la sugestia unchiului său, arhiepiscopul de Reims. Devine preot și apoi episcop de Autun. În timpul Revoluției franceze a abandonat viața clericală și a trecut la o viață laică. A ocupat diferite înalte funcții de consilier, ambasador, ministru de externe, președinte al Consiliului de miniștri. A reprezentat Franța la Congresul de la Viena.
A servit sub mai multe regimuri, fiind o persoană controversată.